# Caso Hall-Mills

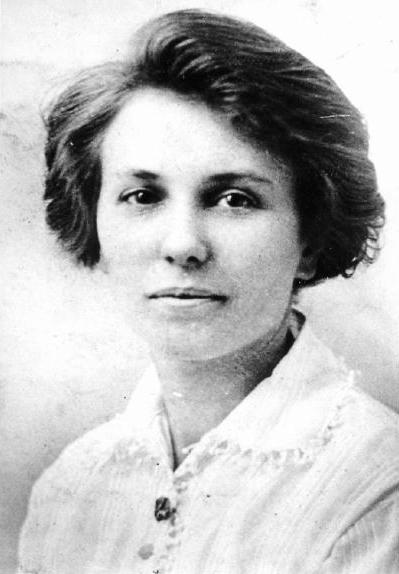
Eleanor Reinhardt Mills (1888-1922), moglie di James Mills e una delle vittime dell'omicidio.

Il caso Hall-Mills fu il duplice omicidio del quale furono vittime Edward Hall, un prete della Chiesa episcopale, ed Eleanor Mills, cantante del coro, con il quale il prete aveva una relazione. Furono ritrovati morti il 14 settembre 1922, poco fuori New Brunswick, nel New Jersey. I sospetti assassini, la moglie del prete e suo fratello, furono assolti nel processo del 1926. Il caso è ampiamente ricordato per la grande copertura giornalistica che ricevette su scala nazionale; è stato per questo ricordato come esempio di circo mediatico. Solo il processo per il rapimento Lindbergh del 1930 ne superò il seguito.

## Storia
Il 16 settembre 1922 i corpi di una donna (Eleanor Mills) e di un uomo (Edward Hall) furono scoperti stesi in un campo, entrambi con un colpo alla testa sparato con una pistola 7,65 × 17 mm Browning, l'uomo colpito una volta e la donna tre volte. Il proiettile aveva perforato la testa dell'uomo entrando da sopra l'orecchio destro ed uscendo dal collo. La donna era stata colpita sotto l'occhio destro, sulla tempia destra e sopra l'orecchio destro. Un poliziotto sulla scena del crimine notò che la gola della donna era stata recisa e che vermi erano già presenti nella ferita, indicando che la morte doveva essere avvenuta almeno 24 ore prima della scoperta dei cadaveri. I corpi sembravano essere stati messi fianco a fianco dopo l'omicidio. Entrambi avevano i piedi rivolti verso un melo selvatico. La faccia dell'uomo era coperta da un cappello, e il suo biglietto da visita era posizionato ai suoi piedi. Lettere d'amore strappate si trovavano tra i due corpi.
Inizialmente vi fu una certa confusione perché la scena del crimine si trovava al confine tra la contea di Middlesex nel New Jersey e la contea di Somerset, dello stesso Stato. Arrivò prima la polizia di New Brunswick della contea di Middlesex, ma la scena del crimine si trovava a Franklin, nella contea di Somerset. Un gruppo di curiosi calpestò la scena e raccolse svariati oggetti. La scena del crimine fu pesantemente compromessa, con il biglietto da visita di Hall che fu passato di mano in mano tra i presenti.
La donna fu identificata come Eleanor Reinhardt Mills, nata nel 1888, moglie di James E. Mills (1878–1965). Indossava un vestito blu a pallini rossi, calze di seta nere e scarpe marroni. Aveva indossato un cappello di velluto blu che era per terra vicino al suo corpo, e la sua sciarpa di seta marrone era avvolta attorno al collo. Il braccio aveva una ferita e aveva un piccolo taglio sul labbro. La sua mano sinistra era stata posizionata post mortem in modo da toccare la coscia destra dell'uomo. Un'autopsia quattro anni dopo mostrò che le era stata asportata la lingua.
L'uomo fu identificato come Edward Wheeler Hall, nato nel 1881, prete di New Brunswick. Fu trovato con il braccio destro posizionato dopo la morte in modo da toccare il collo della donna. La faccia era coperta da un cappello, che nascondeva la ferita sulla testa. Indossava un paio di occhiali. Aveva un piccolo livido sulla punta dell'orecchio, e abrasioni gli furono trovate nel dito mignolo sinistro e nel dito indice destro. A 13 centimetri sotto la rotula, nel polpaccio della gamba destra, fu trovata un'altra ferita. Mancava il suo orologio e non gli furono trovate monete in tasca.

## Le indagini
I sospetti erano la moglie di Hall, Frances Noel Stevens (1874–1942), e i suoi due fratelli, Henry Hewgill Stevens (1869–1939) e William "Willie" Carpender Stevens (1872–1942). Le prime indagini del 1922 svolte da Joseph E. Stricker (?–1926) non portarono ad alcuna accusa. Continue ipotesi nel New York Daily Mirror, alimentate dalle rivelazioni fatte da un uomo che aveva legami con una delle donne delle pulizie della signora Hall, portò l'allora governatore del New Jersey A. Harry Moore a ordinare ulteriori indagini e un processo nel 1926. Questa volta Henry de la Bruyere Carpender, un cugino dei fratelli, fu indicato come sospetto ma la sua posizione fu chiarita prima del processo principale agli originari sospettati.

## Il processo
Il processo iniziò il 3 novembre 1926, nel Palazzo di Giustizia della contea di Somerset, a Sommerville, nel New Jersey, con giudici Charles W. Parker e Frank Cleary. Il processò durò circa 30 giorni e ottenne grande visibilità nazionale, soprattutto grazie allo status di famiglie abbienti degli Stevens e dei Carpender. L'avvocato dell'accusa era Alexander Simpson. Gli avvocati della difesa erano Robert H. McCarter, un ex procuratore generale dello Stato del New Jersey e Timothy N. Pfeiffer. Joseph A. Faurot era l'esperto delle impronte digitali, mentre Raymond C. Stryker era il capo dei giurati.
Il testimone chiave dell'accusa era Jane Gibson, un'allevatrice di maiali presso la cui proprietà erano stati ritrovati i corpi. La difesa la dipinse come una donna ignorante e "pazza", tentando di screditarla. La versione della Gibson cambiò varie volte, fu diversa quella raccontata alla polizia, ai giornali e al processo (al quale testimoniò su un letto d'ospedale trasportato in aula). Frances Stevens Hall e i suoi due fratelli avevano il movente e i mezzi per compiere l'omicidio, ma non c'erano prove a sufficienza per condannarli.

## Le vittime

### Eleanor Reinhardt Mills
Eleanor Reinhardt era sposata con James E. Mills. Vivevano al 49 di Carman Street a New Brunswick. James era sagrestano alla Chiesa Episcopale di San Giovanni Evangelista a New Brunswick e lavorava inoltre come bidello a tempo pieno alla Lord Stirling Elementary School di New Brunswick. Eleanor e James avevano due figli, Charlotte E. Mills (1906–1952) e Daniel Mills (1910–1992). Eleanor, James, la figlia Charlotte e il figlio Daniel sono seppelliti al cimitero di Van Liew, a New Brunswick.

### Edward Wheeler Hall
Edward Wheeler Hall aveva sposato Frances Noel Stevens il 20 luglio 1911. Era cresciuto a Brooklyn, a New York, ricevendo la laurea in teologia a Manhattan. Dopo la laurea, si spostò da New York a Basking Ridge, nel New Jersey, e poi alla Chiesa Episcopale di San Giovanni Evangelista a New Brunswick. Edward viveva al 23 di Nichols Avenue a New Brunswick al momento dell'omicidio. Fu seppellito al Cimitero di Green-Wood a Brooklyn.

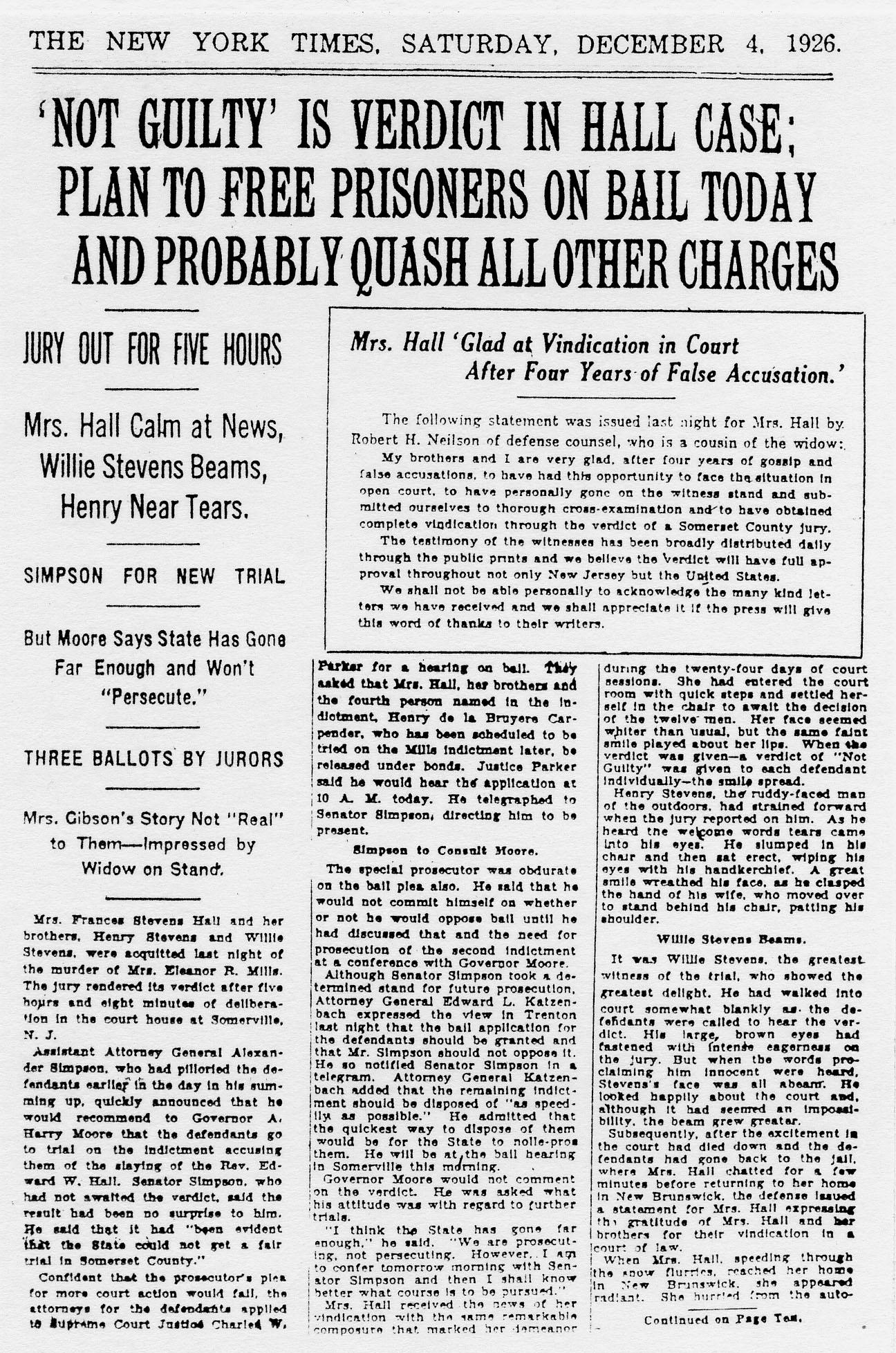
New York Times; 4 dicembre 1926

## I sospettati

### Henry de la Bruyere Carpender
Henry de la Bruyere Carpender (1882–1934) fu uno dei primi sospettati. Nato il 15 maggio 1882 da John Neilson Carpender and Anna Neilson Kemp viveva con la moglie Mary Nielson all'angolo tra la Suydam Street e la Nichol Avenue a New Brunswick. Henry era il cugino di Frances Stevens Hall. Lavorava come agente di cambio a Wall Street. Nonostante fosse tra i primi sospettati, non fu mai portato al processo. Morì il 26 maggio 1934 e fu sepolto al cimitero di Elmwood, a New Brunswick.

### Frances Noel Stevens Hall
Frances Noel Stevens nacque il 13 gennaio 1874 da Francis Kerby Stevens (1840–1874) e Mary Noel Carpender (1840–1919).  Frances and Edward si sposarono il 20 luglio 1911. Fu seppellita il 21 dicembre 1942 al cimitero di Green-Wood a Brooklyn con suo marito. Nelle ipotesi accusatorie, avrebbe ideato l'omicidio del marito infedele. La sua casa fu in seguito comprata dalla Rutgers University e usata come residenza dai decani del Douglas College. Aveva legami con molte famiglie abbienti di New Brunswick, tra cui i Carpender, i Nielson, e probabilmente anche i Johnson della Johnson & Johnson.

### Henry Hewgill Stevens
Henry Hewgill Stevens (1869-1939) nacque il 10 novembre del 1869. Sposò Ethel Griffin il 27 giugno del 1901. Era un ex tiratore scelto e viveva a Lavallette, nel New Jersey. L'accusa sostenne che era stato lui a sparare. Nella deposizione Henry disse che la notte dell'omicidio stava pescando a chilometri di distanza, e tre testimoni confermarono la sua versione. Morì di attacco di cuore il 3 dicembre del 1939, a Lavallette.

### William Carpender Stevens
William Carpender Stevens (1872–1942) nacque il 13 marzo del 1872. Possedeva una pistola calibro 32 nonostante il meccanismo di sparo era stato probabilmente limato in modo che non potesse ferirsi con essa. Nelle ipotesi dell'accusa sarebbe stato lui a fornire l'arma, e la sua impronta fu trovata su un biglietto da visita lasciato sulla scena del crimine. Willie fu un personaggio molto particolare sul banco dei testimoni, fornendo testimonianze credibili e non artificiose. Non riusciva a mantenere un lavoro per molto tempo e spendeva gran parte del suo tempo alla caserma dei pompieri della zona. Nonostante durante la sua vita la sindrome non era stata diagnosticata, la personalità eccentrica di Willie Stevens era compatibile con la sindrome di Asperger. Morì il 30 dicembre 1942.

## I testimoni

### Jane Gibson, l'allevatrice
Jane Gibson (ca 1870–1930) e suo figlio William vivevano in un vecchio capannone agricolo che avevano trasformato in spazio abitabile, appena fuori De Russey's Lane. Dal momento che allevava suini, la stampa la ribattezzò "la signora dei maiali" negli articoli sui giornali. Disse agli investigatori che il suo cane stava abbaiando fortemente all'incirca alle 9 di sera, la notte dell'omicidio. Uscì di casa e vide un uomo in piedi nel campo di grano. Si diresse così col suo mulo verso Easton Avenue per avvicinarsi all'uomo. Avvicinandosi si rese conto che c'erano quattro persone in piedi vicino a un melo selvatico. Sentì quindi degli spari e vide qualcuno cadere a terra, probabilmente morto. Raccontò quindi di come avesse sentito una donna gridare "non farlo" per tre volte. Si diresse quindi col suo mulo in direzione opposta diretta di nuovo verso casa, quando sentì ulteriori spari e girandosi di nuovo verso l'albero, vide una seconda persona cadere a terra. Testimoniò quindi di aver sentito una donna gridare "Henry".

## Sviluppi successivi e il caso nei romanzi
Dopo il processo, la signora Hall sporse denuncia per diffamazione contro il New York Daily Mirror. Le cronache del New York Times erano più complete ma meno tendenziose, riportarono tutte le vicende del processo e dedicarono più spazio al caso Hall-Mills che ad ogni altro precedente processo nella storia americana. L'opinione pubblica ebbe un'attenzione maggiore qualche tempo dopo per un altro processo, anch'esso nel New Jersey: quello per il rapimento Lindbergh.
Molto è stato scritto a proposito del caso Hall-Mills. Damon Runyon fu uno dei giornalisti presenti al processo, così come fu presente Mary Roberts Rinehart, famosa scrittrice dell'epoca. Willie Stevens fu in seguito al centro di un saggio di James Thurber. Il processo ispirò il romanzo The Crime di Stephen Longstreet così come il romanzo di Frances Noyes Hart Il processo Bellamy, uno dei primi lavori che favorì lo sviluppo del genere del romanzo giudiziario da cui venne tratto un film nel 1929. Anche prima del processo, il film muto The Goose Woman del 1925, con Louise Dresser e Jack Pickford, si ispirò alla testimonianza di Jane Gibson; il film fu nuovamente girato con il nome The Past of Mary Holmes nel 1933.
Il famoso avvocato e attivista liberale William Kunstler pubblicò nel 1964 un libro intitolato The Minister and the Choir Singer, che riscrisse nel 1980 con nuovo materiale e il titolo di The Hall-Mills Murders. Nel suo libro, Kunstler ipotizzò che il Ku Klux Klan era responsabile per la morte della coppia, basandosi sul fatto che il Ku Klux Klan era un'organizzazione molto violenta ed attiva nel New Jersey negli anni venti. Kunstler tuttavia riconobbe che Il Ku Klux Klan non aveva ucciso nessuno precedentemente nello Stato, e le sue ragioni per ritenere il gruppo responsabile erano pure supposizioni.
Nel suo libro Careless People: Murder, Mayhem and the Invention of 'The Great Gatsby' (2013), Sarah Churchwell ipotizza che parte del finale de Il grande Gatsby di Francis Scott Fitzgerald fu basato sul caso Hall-Mills. Basandosi sulle ricerche da lei effettuate infatti la scrittrice afferma che le due vittime dell'omicidio, Eleanor Mills ed Edward Hall, avrebbero ispirato i personaggi delle due vittime del romanzo.